# Лиелауцес
Лие́лауцес (устар. Ауц, Грос Ауц, Лиэлауцес; латыш. Lielauces ezers) — озеро в Лиелауцской волости Ауцского края Латвии. Относится к бассейну Лиелупе. С северо-восточной стороны из озера вытекает река Ауце.
Озеро Лиелауцес находится на высоте 100,8 м над уровнем моря в юго-восточной части Восточной Курземской возвышенности. Длина озера — 3 км, максимальная ширина — 2,2 км. Площадь водной поверхности озера — 372 га (по другим данным — 376 га или 360 га). Наибольшая глубина — 3,5 м, средняя — 1,5 м. Дно илистое, местами песчаное. Толщина слоя донных отложений достигает 9 м. Площадь водосборного бассейна озера равняется 25 км².